# Plouguenast-Langast
Plouguenast-Langast [plugna lɑ̃ga] est une commune nouvelle située dans le département des Côtes-d'Armor, en région Bretagne, créée le 1er janvier 2019.

## Géographie

### Localisation
| Plœuc-L'Hermitage | Plémy               |         |
| Gausson           | Plouguenast-Langast | Le Mené |
|                   | La Motte            |         |

### Hydrographie
Pour un article plus général, voir Réseau hydrographique des Côtes-d'Armor.
La commune est située dans le bassin Loire-Bretagne. Elle est drainée par le Lié, le ruisseau du Drény, les Ardillets et le ruisseau de la Corcée,,.
Le Lié, d'une longueur de 61 km, prend sa source dans la commune de Plœuc-L'Hermitage et se jette  dans l'Oust à Forges de Lanouée, après avoir traversé 15 communes. 

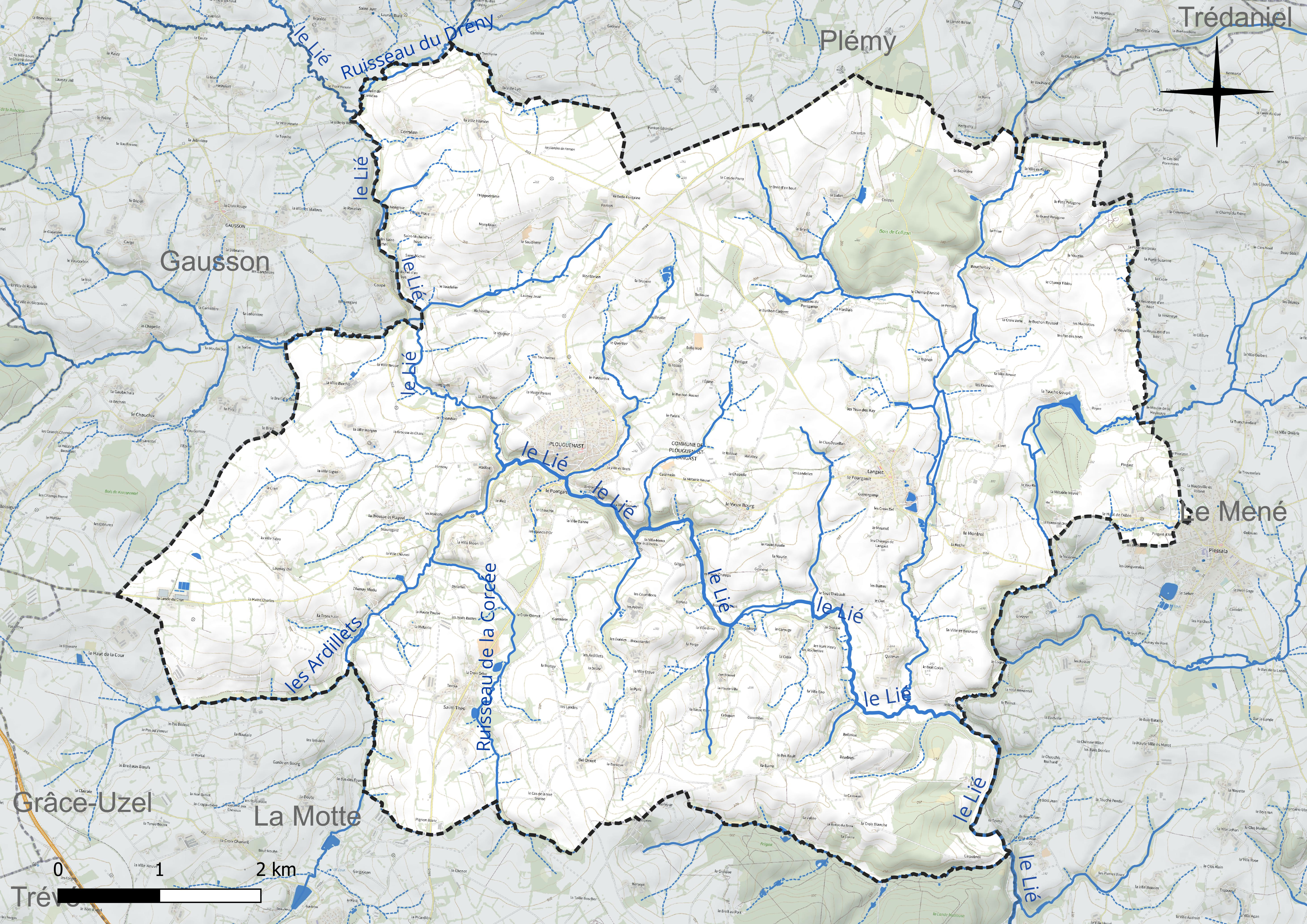
Réseau hydrographique de Plouguenast-Langast.

### Climat
Le climat qui caractérise la commune est qualifié, en 2010, de « climat océanique franc », selon la typologie des climats de la France qui compte alors huit grands types de climats en métropole. En 2020, la commune ressort du type « climat océanique » dans la classification établie par Météo-France, qui ne compte désormais, en première approche, que cinq grands types de climats en métropole. Ce type de climat se traduit par des températures douces et une pluviométrie relativement abondante (en liaison avec les perturbations venant de l'Atlantique), répartie tout au long de l'année avec un léger maximum d'octobre à février.
Les paramètres climatiques qui ont permis d’établir la typologie de 2010 comportent six variables pour les températures et huit pour les précipitations, dont les valeurs correspondent à la normale 1971-2000. Les sept principales variables caractérisant la commune sont présentées dans l'encadré ci-après.
| Paramètres climatiques communaux sur la période 1971-2000 - Moyenne annuelle de température : 10,8 °C - Nombre de jours avec une température inférieure à −5 °C : 1,7 j - Nombre de jours avec une température supérieure à 30 °C : 1,6 j - Amplitude thermique annuelle : 11,7 °C - Cumuls annuels de précipitation : 846 mm - Nombre de jours de précipitation en janvier : 13,5 j - Nombre de jours de précipitation en juillet : 6,8 j |

Avec le changement climatique, ces variables ont évolué. Une étude réalisée en 2014 par la direction générale de l'Énergie et du Climat complétée par des études régionales prévoit en effet que la  température moyenne devrait croître et la pluviométrie moyenne baisser, avec toutefois de fortes variations régionales. La station météorologique de Météo-France installée sur la commune et mise en service en 1987 permet de connaître l'évolution des indicateurs météorologiques. Le tableau détaillé pour la période 1981-2010 est présenté ci-après.
| Mois                                  | jan.             | fév.             | mars          | avril         | mai             | juin          | jui.           | août           | sep.          | oct.            | nov.          | déc.          | année      |
| ------------------------------------- | ---------------- | ---------------- | ------------- | ------------- | --------------- | ------------- | -------------- | -------------- | ------------- | --------------- | ------------- | ------------- | ---------- |
| Température minimale moyenne (°C)     | 2,8              | 2,9              | 4,2           | 5,2           | 8,2             | 10,6          | 12,4           | 12,5           | 10,6          | 8,5             | 5,2           | 3             | 7,2        |
| Température moyenne (°C)              | 5,3              | 5,8              | 7,8           | 9,3           | 12,6            | 15,3          | 17,2           | 17,5           | 15,1          | 11,9            | 8             | 5,4           | 11         |
| Température maximale moyenne (°C)     | 7,8              | 8,7              | 11,3          | 13,3          | 16,9            | 20            | 22             | 22,4           | 19,6          | 15,3            | 10,8          | 7,9           | 14,7       |
| Record de froid (°C) date du record   | −12,4 02.01.1997 | −11,1 07.02.1991 | −5,6 02.03.04 | −2,9 01.04.13 | 0 07.05.1997    | 4 08.06.1989  | 6,8 02.07.1997 | 6,1 26.08.1993 | 3,5 25.09.02  | −3,4 29.10.1997 | −5 29.11.10   | −9 29.12.1996 | −12,4 1997 |
| Record de chaleur (°C) date du record | 17,4 27.01.03    | 20,7 27.02.19    | 22,9 30.03.21 | 26,3 20.04.18 | 29,5 24.05.1989 | 32,9 30.06.15 | 35,6 23.07.19  | 36,9 09.08.03  | 30,2 07.09.16 | 27,5 02.10.11   | 19,8 01.11.15 | 15,6 19.12.15 | 36,9 2003  |
| Précipitations (mm)                   | 117,1            | 93,3             | 72,7          | 75,5          | 65,1            | 54,2          | 55,2           | 50,6           | 70,1          | 101             | 101,3         | 110,7         | 966,8      |

## Urbanisme

### Typologie
Au 1er janvier 2024, Plouguenast-Langast est catégorisée commune rurale à habitat très dispersé, selon la nouvelle grille communale de densité à 7 niveaux définie par l'Insee en 2022.
Elle est située hors unité urbaine. Par ailleurs la commune fait partie de l'aire d'attraction de Loudéac, dont elle est une commune de la couronne,. Cette aire, qui regroupe 22 communes, est catégorisée dans les aires de moins de 50 000 habitants,.

## Histoire
La commune est créée au 1er janvier 2019 par arrêté préfectoral du 19 octobre 2018.

## Politique et administration

### Liste des maires
| Période                                  | Période     | Identité     | Étiquette | Qualité                                                                          |
| ---------------------------------------- | ----------- | ------------ | --------- | -------------------------------------------------------------------------------- |
| 9 janvier 2019                           | 28 mai 2020 | Ange Helloco | DVG       | Cadre Maire de Plouguenast (1999 → 2018)                                         |
| 28 mai 2020                              | En cours    | Yvon Le Jan  | DVD       | Maire de Langast (2008 → 2018) Réélu en 2021 à la suite d'une élection partielle |
| Les données manquantes sont à compléter. |             |              |           |                                                                                  |

### Communes déléguées
| Nom                 | Code Insee | Intercommunalité                        | Superficie (km2) | Population (dernière pop. légale) | Densité (hab./km2) |
| ------------------- | ---------- | --------------------------------------- | ---------------- | --------------------------------- | ------------------ |
| Plouguenast (siège) | 22219      | CC Loudéac Communauté - Bretagne Centre | 35,12            | 1 855 (2016)                      | 53                 |
| Langast             | 22100      | Loudéac Communauté − Bretagne Centre    | 20,45            | 637 (2016)                        | 31                 |

## Population et société

### Démographie
L'évolution du nombre d'habitants est connue à travers les recensements de la population effectués dans la commune depuis sa création.

En 2022, la commune comptait 2 390 habitants, en évolution de −4,09 % par rapport à 2016 (Côtes-d'Armor : +1,78 %, France hors Mayotte : +2,11 %).
| 2016  | 2021  | 2022  |
| ----- | ----- | ----- |
| 2 492 | 2 406 | 2 390 |

### Enseignement
- École maternelle et primaire (publique), école maternelle et primaire Saint-Pierre (privée)
- Collège Saint-Joseph (privé)

## Culture locale et patrimoine

### Lieux et monuments
- Châteaux des Essarts, du Rocher (ou du Rochay) et du Pontgamp.

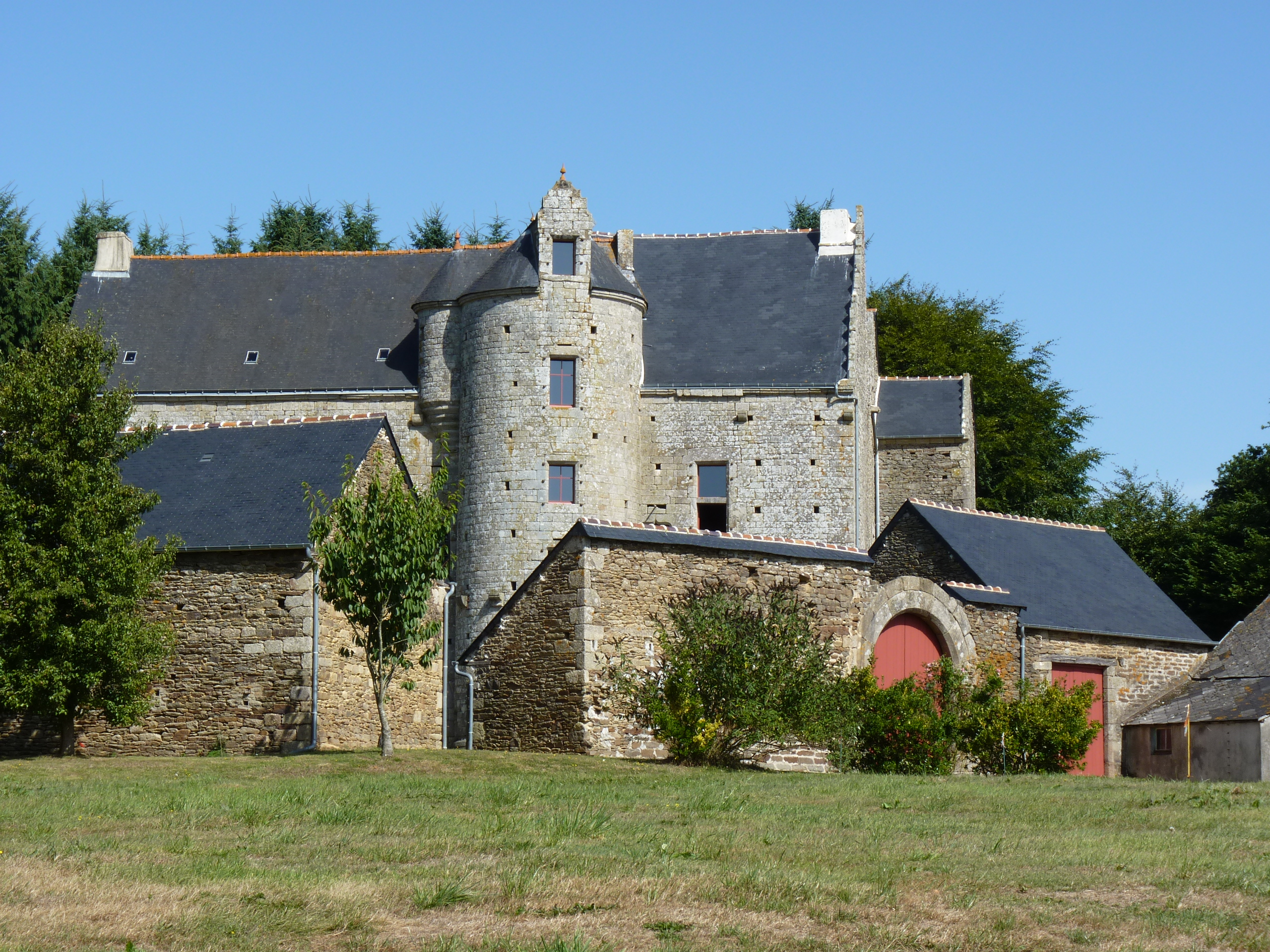
Le manoir de la Touche-Brandineuf.

- Manoir de la Touche-Brandineuf : inscrit en 1926 au titre des Monuments historiques[22]
- Église Saint-Pierre (XVIe siècle - XIXe siècle) dite du Vieux-Bourg : reconstruite à l'emplacement de l'église primitive au cours du XVe siècle. La nef remonte au XVIe siècle, comme les vitraux, tandis que les bras du transept, le chœur et la sacristie ont été construits au XVIIe siècle, et le porche sud-est au XVIIIe siècle. Sous l'Ancien Régime, le cœur de la commune était le quartier actuel du Vieux-Bourg, organisé autour de l'église symbole de puissance vis-à-vis des autres villages ne possédant qu'une chapelle. Mais après la Révolution, l'église du Vieux-Bourg étant en ruine, le conseil municipal décide d'abandonner cet édifice pour en construire un autre à la Bernardaie, également dédié à Saint-Pierre. Le chantier est lancé en 1834, mais la population se déchaîne, les gendarmes doivent protéger les maçons et les habitants vont défaire leur travail pendant la nuit. La construction dure neuf ans, mais les paroissiens mettent un siècle avant d'accepter ce changement. Le 6 février 1926, l'église est inscrite au titre des Monuments historiques[23].
- Église Saint-Pierre-et-Saint-Paul (XIXe siècle) : en 1804, le conseil municipal constate l'état de vétusté de l'ancienne église paroissiale et décide sa reconstruction. Malgré l'opposition du préfet et des habitants, la nouvelle église est construite entre 1835 et 1853. Elle comporte une nef de type basilical à trois vaisseaux et une tour-clocher.

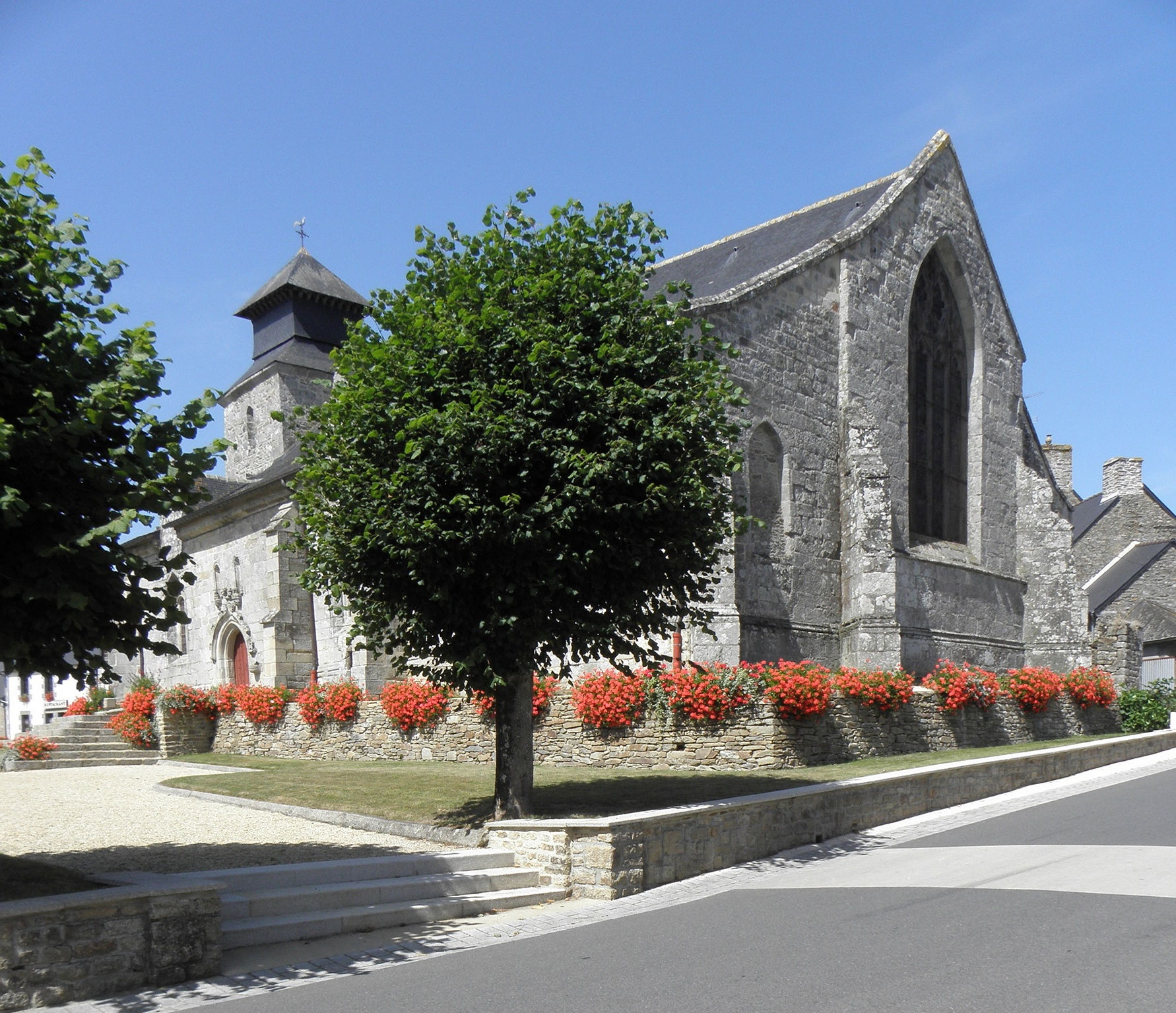
L'église paroissiale Saint-Gal.

- Église Saint-Gal : apparaît comme la plus ancienne de Bretagne, depuis la récente découverte de fresques du IXe ou Xe, qui ont complètement modifié la chronologie de l'édifice, autrefois daté des XVe – XVIe siècles. Sa particularité réside dans la maçonnerie en arête de poisson. Le plan d'ensemble, la partie basse des bas côtés et les arcs des travées remontent à la construction originelle. Au XIVe ou XVe siècle, la façade occidentale est modifiée avec l'adjonction d'un clocher, restauré au début du XVIe siècle. Les bas-côtés sont surélevés au début du XVIIIe siècle et leur toiture sont réunies à celle de la nef et des murs extérieurs, munis de contreforts. Curiosités principales : peintures gallo-romaines sur les piliers centraux et nombreuses peintures, ainsi qu´un tunnel sous l'autel principal conduisant directement vers le monastère (disparu); clocher-porche, porte sud ornée ; baptistère mérovingien, vitrail du XVIe, retables du XVIIIe siècle, Christ de poutre de gloire.
- Chapelle Saint-Jean : a été érigée au XVe siècle et est aujourd'hui Monument historique.

### Personnalités liées à la commune
- Lucien Rault : athlète breton originaire de Plouguenast. Il a participé au Jeux olympiques d'été de 1976.